# Гиљерме Коста
Гиљерме Переира да Коста (порт. Guilherme Pereira da Costa; Рио де Жанеиро, 1. октобар 1998) бразилски је пливач чија ужа специјалност су трке слободним стилом на дужим дистанцама. Вишеструки је јужноамерички и бразилски рекордер у тркама на 800 и 1.500 метара слободним стилом. 

## Спортска каријера
Коста је дебитовао на светским првенствима у Будимпешти 2017, где се такмичио у трци на 1.500 слободно, коју је окончао на 19. месту у конкуренцији 37 пливача. 
Први значајнији успех на међународној пливачкој сцени, остварио је на Јужноамеричким играма које су 2018. одржане у боливијској Кочабамби, где је освојио златну медаљу у трци на 400 слободно и сребро на 1.500 слободно. Три месеца касније по први пут је наступио на Панпацифичком првенству у Токију, где је пливао у три финала (у тркама на 800 и 1.500 слободно и штафети 4×200 слободно). 
На свом другом узастопном наступу на светским првенствима, у корејском Квангџуу 2019, остварио је пласмане на 21. место у трци на 800 слободно, односно на 25. место у трци на 1.500 слободно.
Након светског првенства у Кореји такмичио се на Панамеричким играма у Лими, где је освајањем златне медаље у трци на 1.500 слободно, остварио највећи професионални успех у дотадашњој каријери. Била је то прва златна медаља за Бразил у тој дисциплини на Панамеричким играма још од 1951. и злата Тецуа Окамота са Игара у Буенос Ајресу.